# Laura Gallego García
Laura Gallego García (* 11. října 1977, Quart de Poblet, Valencie) je španělská spisovatelka, zaměřující se ve své literární tvorbě na psaní literatury pro děti a mládež.

## Život a dílo
Laura Gallego García vystudovala na univerzitě ve Valencii hispanistiku, a to se zaměřením na středověkou literaturu. Svoje první literární dílo, Zodiaccía, un mundo diferente, sepsala společně se svojí kamarádkou Miriam již ve věku 11 let, avšak to nebylo nikdy oficiálně uveřejněno (pozn.: je dostupné na jejich internetových stránkách).

### Literární ocenění
V letech 1998 a 2001 získala opakovaně španělské literární ocenění Premio de Literatura Infantil El  Barco de Vapor, roku 2012 se pak stala také nositelkou španělské národní literární ceny pro děti a mládež (Premio Nacional de Literatura Infantil y Juvenil).